# جودیت جیمیسون
جودیت جیمیسون (انگلیسی: Judith Jamison; ۱۰ مهٔ ۱۹۴۳ – ۹ نوامبر ۲۰۲۴) طراح رقص و رقصنده اهل ایالات متحده آمریکا بود. وی بین سال‌های ۱۹۶۴ تا ۲۰۱۱ میلادی فعالیت می‌کرد.
وی همچنین برندهٔ جوایزی همچون جایزه مرکز کندی، نشان ملی هنر، و جوایز امی شده است.

## مرگ
جیمیسون به دنبال یک بیماری کوتاه، در ۹ نوامبر ۲۰۲۴ در مرکز پزشکی ویل کورنل در شهر نیویورک درگذشت. او ۸۱ سال داشت.